# Rui Tavares

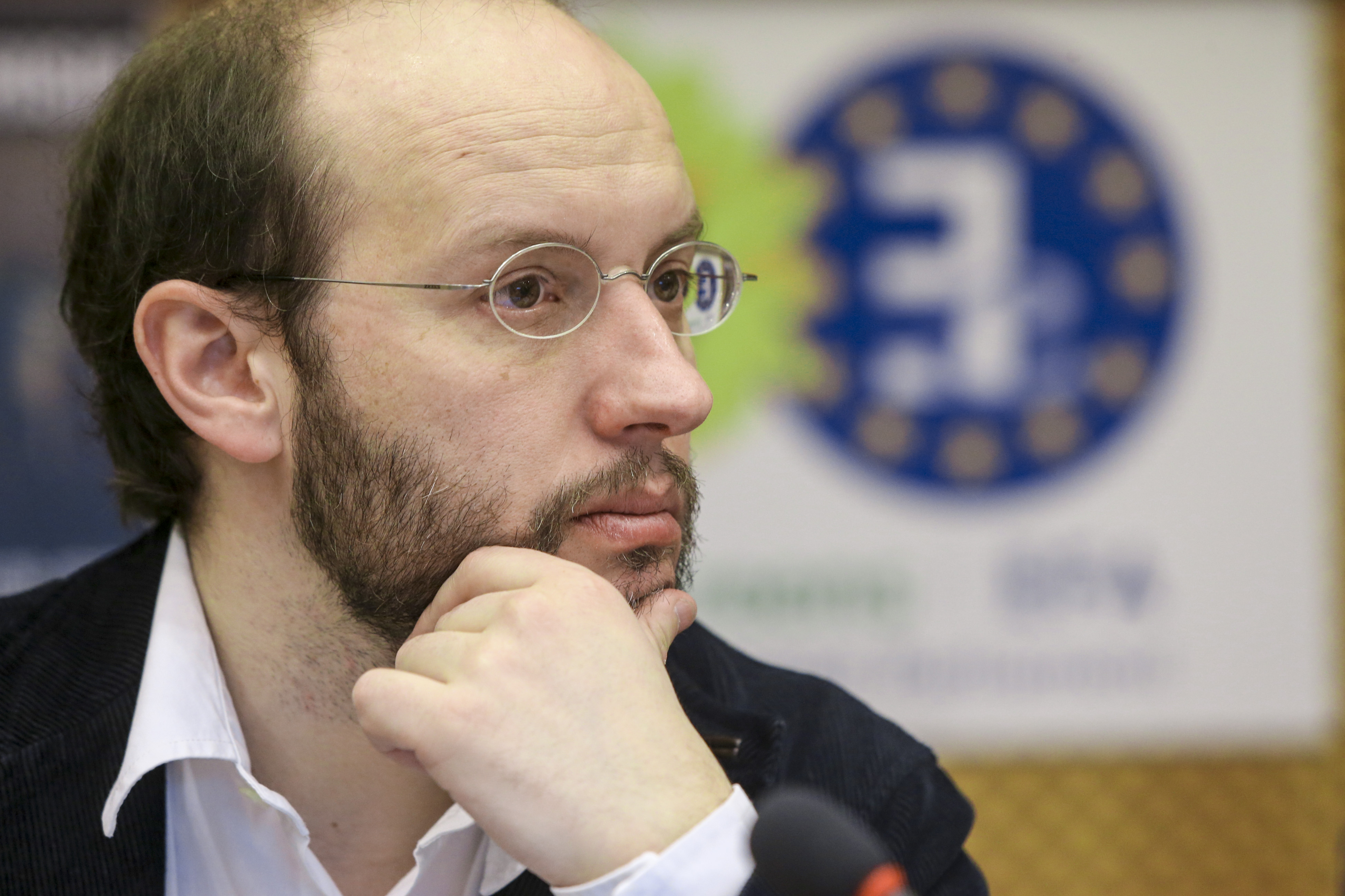
Rui Tavares

Rui Miguel Marcelino Tavares Pereira (Lissabon, 29 juli 1972) is een Portugees schrijver, geschiedkundige en politicus. In 2009 was hij gekozen in het Europees Parlement voor het Links Blok dat deel uitmaakt van de fractie GUE/NGL. In 2011 stapte hij uit deze partij. In 2014 was hij een van de mede-oprichters van LIVRE.  Voor die partij zetelt hij sinds 2022 in het Portugese parlement.

## Biografie
Als geschiedkundige is hij gespecialiseerd in de 18e eeuw. Als schrijver werkte hij mee aan de krant Público, het tijdschrift Blitz en het televisiekanaal SIC Notícias.
In 2009 werd hij in het Europees Parlement gekozen. In 2011 verliet hij de partij Links Blok, waarbij hij voorzitter Francisco Louçã beschuldigde van een "jacht op de onafhankelijken" binnen de partij. Sindsdien maakt hij als onafhankelijk lid deel uit van de fractie De Groenen/Vrije Europese Alliantie.
In januari 2014 was hij een van de oprichters van LIVRE (Partido Livre) in Portugal.
Sinds de Portugese parlementsverkiezingen 2022 zetelt hij voor LIVRE in het parlement.  Bij de Portugese parlementsverkiezingen 2024 werd hij herverkozen.

## Werken
- O Arquitecto
- O Fiasco do Milénio (columns)
- O Pequeno Livro do Grande Terramoto
- Pobre e Mal Agradecido
- O Regicídio

- Bibliothèque nationale de France: cb16021172s (data)
- Gemeinsame Normdatei: 13922937X
- International Standard Name Identifier: 0000 0000 7851 917X
- Library of Congress Control Number: n2009075792
- Système universitaire de documentation: 113853955
- Virtual International Authority File: 88099842
- WorldCat: E39PBJk8YwY6BYbhvVbqGt384q